# باشگاه فوتبال اوکفیلد
باشگاه فوتبال اوکفیلد (به انگلیسی: Association Football Club Uckfield) یک باشگاه فوتبال در شهر اوکفیلد، کشور انگلستان است که در سال ۱۹۸۸ میلادی تأسیس شده‌است.